# Ultimo atto
Ultimo atto (Last Act: the Stage is Set for Murder) è un romanzo giallo per ragazzi scritto da Christopher Pike, pubblicato negli Stati Uniti nel  pubblicato in Italia nel 1987 da Arnoldo Mondadori Editore nella collana Giallo Junior.

## Trama
Melanie, la protagonista, è una ragazza timida, senza molti amici, appena arrivata in un nuovo liceo. Fa un'audizione per Un tram che si chiama Desiderio e viene selezionata. Il cast comprende diversi studenti popolari tra cui Rachel, la carismatica protagonista, Susan, la sua migliore amica, e Ann, una ragazza più riservata.
Durante le prove, Melanie nota tensioni all’interno del gruppo, soprattutto tra Rachel e Ann. Una sera, mentre gli studenti si trovano sul palco per una prova, Rachel muore, avvelenata con cianuro. L’incidente viene inizialmente trattato come un suicidio, ma Melanie sospetta che qualcuno l’abbia uccisa e decide di indagare.
Scavando nel passato di Rachel e dei suoi amici, Melanie scopre che la vittima era coinvolta in una serie di eventi sgradevoli e che aveva ricattato alcune persone. Susan, apparentemente sconvolta dalla morte dell’amica, diventa una delle principali sospettate. Nel frattempo, Melanie si avvicina a Jeff, l’ex ragazzo della vittima, e a Terry, un altro membro della compagnia teatrale.
Man mano che le indagini procedono, Melanie scopre che Ann odieva Rachel perché Rachel aveva contribuito a diffondere calunnie su di lei, spingendola quasi al suicidio. Alla fine, Ann confessa di aver avvelenato la bevanda per vendicarsi e cerca di uccidere anche Melanie per impedirle di rivelare la verità, ma viene fermata appena in tempo.